# Tiszaföldvár
Tiszaföldvár é uma cidade da Hungria, situada no condado de Jász-Nagykun-Szolnok. Tem 80,34 km² de área e sua população em 2019 foi estimada em 10.672 habitantes.